# Ophiopyren longispinus
Ophiopyren longispinus är en ormstjärneart som beskrevs av George Richard Lyman 1878. Ophiopyren longispinus ingår i släktet Ophiopyren och familjen fransormstjärnor. Inga underarter finns listade i Catalogue of Life.